# ساحل كورومانديل

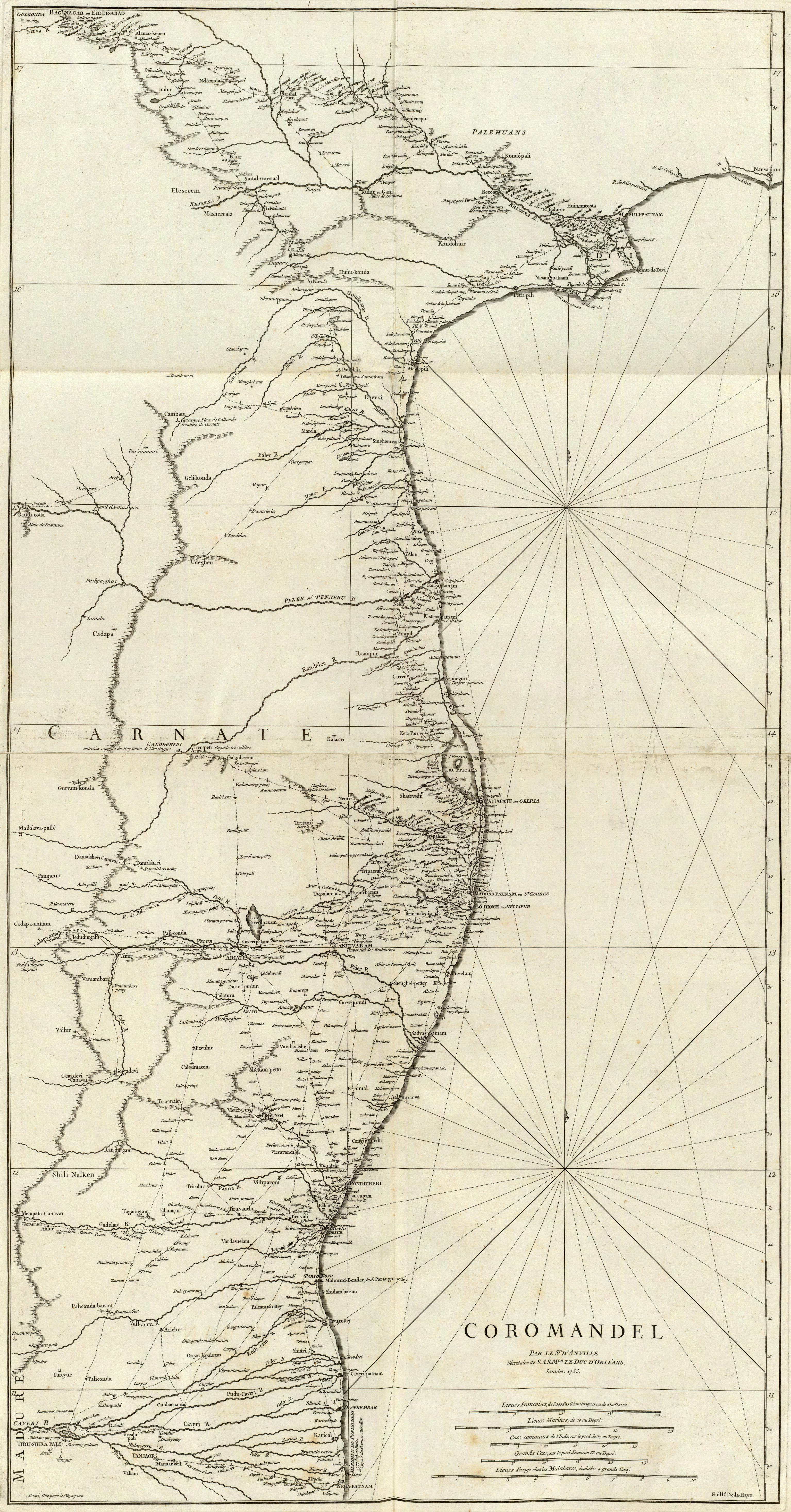
خريطة الساحل

ساحل قُرُمَندِل أو كُرُمَندِل أو (نقحرة: كورومانديل) هو منطقة الساحل الجنوبي الشرقي من شبه القارة الهندية، ويحدها سهل أوتكال من الشمال، وخليج البنغال من الشرق، ودلتا كافيري من الجنوب، وجبال الغات الشرقية من الغرب، وتمتد على مساحة من حوالي 22800 كيلومتر مربع. يمكن أن يشمل تعريفه أيضًا الساحل الشمالي الغربي لجزيرة سريلانكا. ويبلغ متوسط ارتفاع الساحل 80 مترًا.

## التاريخ

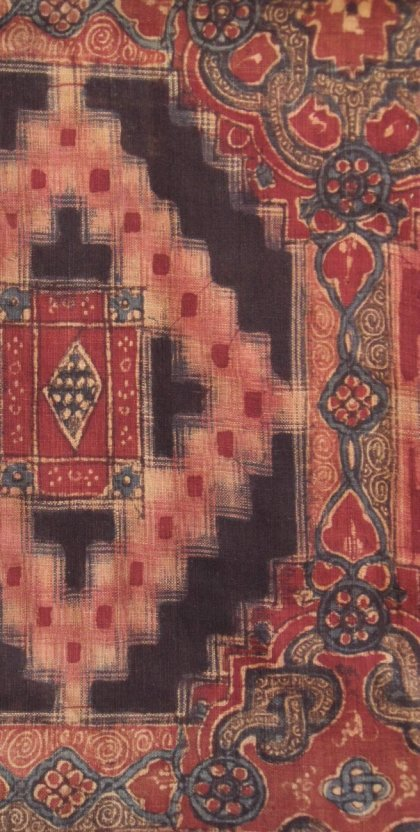
القماش القطني من قرمندل في القرن 17 أو القرن 18، صُنع للسوق الياباني.

بحلول أواخر 1530 أصبح ساحل قرمندل موطن لثلاث مستوطنات برتغالية، وفي القرنين السابع عشر والثامن عشر أصبح ساحل قرمندل مسرحًا للمنافسات بين القوى الأوروبية للسيطرة على التجارة الهندية.
قام ساحل قرمندل بتزويد العبيد الخصيان المسلمين الهنود إلى القصر التايلاندي وحكومة سيام.